# Мајкл Лонсдејл
Мајкл Едвард Лонсдејл-Крауч (енгл. Michael Edward Lonsdale-Crouch; Париз, 24. мај 1931 — Париз, 21. септембар 2020) био је француски глумац који се појавио у преко 180 филмова и телевизијских серија. Понекад је наступао и под именом Мишел Лонсдејл, најчешће у француским продукцијама.

## Биографија
Рођен је у Паризу, од мајке Францускиње, док му је отац Енглез, био британски официр. Са родитељима је прво живео на острву Гернзи, а потом у Лондону од 1935. године, док је касније за време Другог светског рата живео у Казабланки, Мароко. Вратио се у Париз 1947. године, како би студирао сликарство, али се ипак одлучио за глуму, појавивши се први пут у позоришту са 24 године.

## Каријера
Лонсдејл је течно говорио и енглески и француски језик, што му је омогућило да се појављује у продукцијама, како француског, тако и енглеског говорног подручја. У својој дугој каријери, играо је разнолике улоге од полицајаца, преко свештеника, до негативца Хјуга Дракса у Бонд филму, по којима је и постао познат публици широм света. Домаћој публици био је познат по улогама у филмовима Операција Свемир, Операција Шакал, Господин Клајн, Ронин, Холкрофтова погодба, Име руже, Остаци дана, Џеферсон у Паризу, Минхен и Гојине утваре.
Своју прву награду Сезар освојио је 2011. године, иако је био номинован више пута. Био је номинован и за Бафта награду 1974. године за филм Дан шакала.

## Филмографија
| Улоге Мајкла Лонсдејла |                     |                                 |                                         |                                                                   |
| Година                 | Српски назив        | Изворни назив                   | Улога                                   | Напомена                                                          |
| 1962                   |                     |                                 |                                         |                                                                   |
| 1962                   | Процес              |                                 | Свештеник                               |                                                                   |
| 1964                   |                     |                                 | Репортер                                |                                                                   |
| 1966                   |                     |                                 | Дебу-Бридел                             |                                                                   |
| 1966                   |                     |                                 | Томас Перкинс                           |                                                                   |
| 1968                   |                     |                                 | Рене Моран                              |                                                                   |
| 1968                   |                     |                                 | Жорж Табар                              |                                                                   |
| 1969                   |                     |                                 |                                         |                                                                   |
| 1969                   |                     |                                 | професор Едуар Лоријеба                 |                                                                   |
| 1971                   |                     |                                 | Томас                                   |                                                                   |
| 1971                   |                     |                                 | Отац Анри                               |                                                                   |
| 1972                   |                     | Jaune le soleil                 |                                         |                                                                   |
| 1972                   |                     | The Old Maid                    |                                         |                                                                   |
| 1973                   | Операција Шакал     |                                 | заменик полицијског комесара Клод Лебел | Бафта номинација 1974. године                                     |
| 1974                   |                     | Successive Slidings of Pleasure | Судија                                  |                                                                   |
| 1974                   | Стависки            |                                 | доктор Мези                             |                                                                   |
| 1975                   |                     |                                 | министар унутрашњих послова             |                                                                   |
| 1976                   |                     |                                 | Пјер                                    |                                                                   |
| 1979                   | Операција Свемир    | Moonraker                       | Хјуго Дракс                             |                                                                   |
| 1985                   | Холкрофтова погодба |                                 | Ернст Манфреди                          |                                                                   |
| 1986                   | Име руже            |                                 | опат                                    |                                                                   |
| 1993                   | Остаци дана         |                                 | Дупон Д'Иври                            |                                                                   |
| 1995                   | Џеферсон у Паризу   |                                 | Луј XVI                                 |                                                                   |
| 1998                   | Ронин               |                                 | Жан Пјер                                |                                                                   |
| 2005                   | Минхен              |                                 | Папа                                    |                                                                   |
| 2006                   | Гојине утваре       |                                 | Отац Грегорио                           |                                                                   |
| 2010                   | О боговима и људима |                                 | Лик                                     | Сезар за најбољу споредну улогу Кристални глобус за најбољу улогу |
| 2016                   | Први, последњи      |                                 | Жан - Бершман                           |                                                                   |